# Dominicus a Jesu Maria

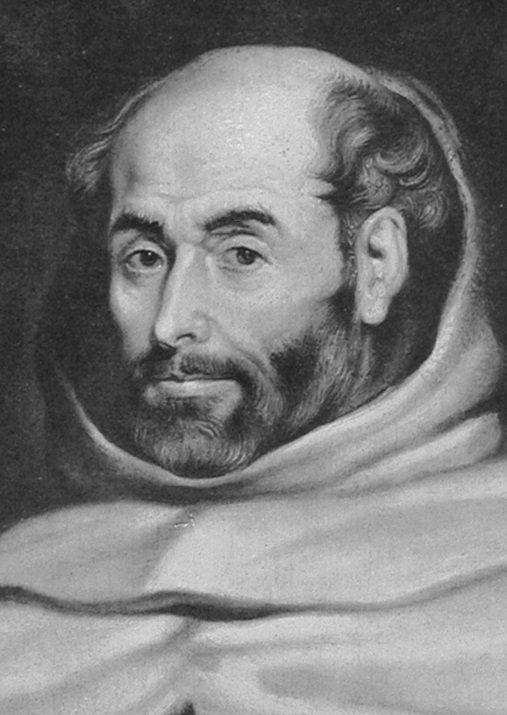
Peter Paul Rubens: Porträt des Karmelitenpaters Dominicus a Jesu Maria (1608; Ausschnitt)

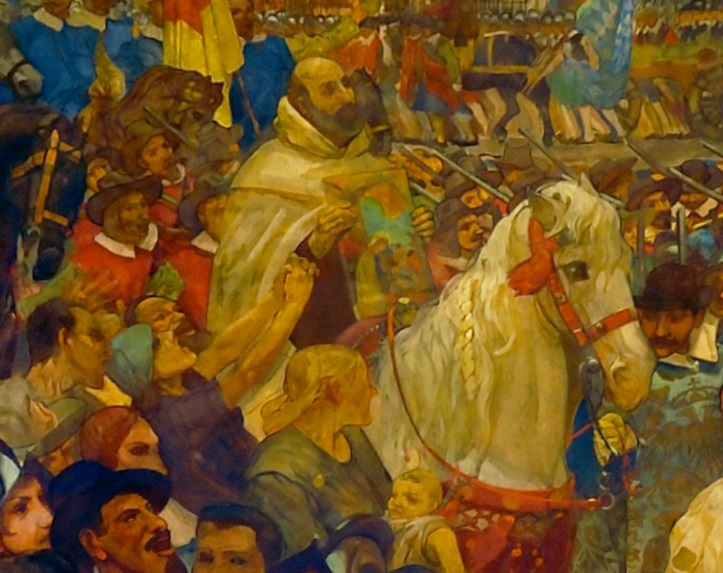
Luigi Serra: Dominicus a Jesu Maria zu Pferde mit dem Bild Maria vom Sieg beim triumphalen Einzug in Prag nach der Schlacht am Weißen Berg 1620 (Apsisfresko in Santa Maria della Vittoria (Rom) 1878; Ausschnitt)

Dominicus a Jesu Maria OCD, Geburtsname Domingo Ruzola, (* 16. Mai 1559 in Calatayud; † 16. Februar 1630 in Wien) war ein spanischer Karmelit, Prior, Ordensgeneral, Klostergründer und geistlicher Schriftsteller. Legendär wurde seine Rolle beim Sieg der katholischen Verbündeten in der Schlacht am Weißen Berg.

## Leben
Dominicus kam 1559 als Sohn des Notars Miguel Ruzola und seiner Frau Jéronima zur Welt. Nach dem Tod seines Vaters wurde der Knabe zwischen 1569 und 1571 zur Erziehung dem Konvent der Karmeliten der alten Observanz in seiner Geburtsstadt übergeben. Bald darauf begann er zwölfjährig ein vierjähriges Noviziat in Saragossa und legte 1578 die feierlichen Ordensgelübde ab. 1589 wechselte er zum Reformzweig der hl. Teresa von Ávila, den Unbeschuhten Karmeliten, und begann in Pastrana das Noviziat. Im Jahr darauf legte er die Profess ab. Im Zuge der Ausbreitung des Ordens in Italien ging er 1604 nach Rom und wurde 1605 Novizenmeister und 1608 Prior des 1597 gegründeten Konvents bei Santa Maria della Scala sowie Generaldefinitor des Ordens. 1610 gründete er in Palermo Konvent und Kirche Santa Maria dei Rimedi und 1612 in Rom den Konvent, der nach der Schlacht am Weißen Berg den Namen Santa Maria della Vittoria (Heilige Maria vom Sieg) erhielt. Von 1617 bis 1620 leitete er die italienische Kongregation der Unbeschuhten Karmeliten als Praepositus generalis.
Seit seiner Ankunft in Rom hatte Dominicus enge Kontakte zur Kurie. Papst Paul V. ernannte ihn 1608 zum Leiter der Missionen. Als solcher hatte er wesentlichen Anteil an der Gründung der Kongregation De Propaganda Fide durch Gregor XV. im Jahr 1622. 
Dominicus betrieb energisch die Ausbreitung des Ordens im Heiligen Römischen Reich im Zuge der Gegenreformation. Der Durchbruch dafür war die Schlacht am Weißen Berg bei Prag am 8. November 1620, in der die Truppen der Katholischen Liga die böhmischen Protestanten unter Friedrich von der Pfalz vernichtend schlugen. Dominicus nahm an der Schlacht als Feldgeistlicher teil und trug nach übereinstimmenden Zeugnissen aller Kriegsparteien wesentlich zur Kampfbereitschaft der Ligasoldaten und zur Eroberung des als uneinnehmbar geltenden Weißen Berges bei. Eine wichtige Rolle spielte dabei ein Bild von der Geburt Christi, das Dominicus, nach eigenem Bericht, im Schloss Strakonitz gefunden hatte; auf dem Bild waren Maria und Josef von protestantischen Aufständischen die Augen ausgestochen worden. Dominicus soll mit einem Kruzifix und dem Bild beim Sturm auf den Weißen Berg mitgeritten sein. Beim Einzug der Sieger in Prag trug er das Bild voran. 1622 kam es in die römische Karmelitenkirche, die er gegründet hatte und die nun Santa Maria della Vittoria genannt wurde, wo es bis heute verehrt wird. 
Dominicus genoss seitdem die höchste Wertschätzung des Kaisers Ferdinand II. und des Kurfürsten Maximilian von Bayern. In der Folge entstanden u. a. in Wien, Prag und München neue Karmelitenklöster.
Ab 1622 veröffentlichte Dominicus sein geistliches Hauptwerk, den dreibändigen Sententiario spirituale in italienischer Sprache, in dem er im Anschluss an Teresa von Avila und die spanische Mystik den dreistufigen Weg der Vervollkommnung des Christen beschreibt: via purgativa – „Weg der Reinigung“; via illuminativa – „Weg der Erleuchtung“; via unitiva – „Weg der Einswerdung mit Gott“.
Er starb 1630 in der Wiener Hofburg, wo er sich in päpstlichem Auftrag aufhielt, und wurde in der Karmelitenkirche in der Leopoldstadt beigesetzt. 1903 wurden seine Gebeine in die neue Karmelitenkirche in Döbling umgebettet. 
Dominicus galt schon zu Lebzeiten als wundertätiger Charismatiker. Nach seinem Tod wurden ihm zahlreiche Heilungen zugeschrieben. 1676 wurde sein Seligsprechungsprozess eröffnet und er erhielt den Titel Ehrwürdiger Diener Gottes.